# Laterale alveolaire klik
De laterale alveolaire klik is een groep van kliks die uitsluitend voorkomen in Afrika. Ze komen voor in alle Khoisantalen, en in enkele Bantoetalen. Het symbool in het Internationaal Fonetisch Alfabet voor deze klank is ǁ. Het symbool in X-SAMPA is |\|\.
De laterale alveolaire klik kent onder andere de volgende versies:
- [k͡ǁ]? of [ǁ͡k]? stemloze velaar–alveolaire laterale klik
- [ɡ͡ǁ]? of [ǁ͡ɡ]? stemhebbende velaar–alveolaire laterale klik
- [ŋ͡ǁ]? of [ǁ͡ŋ]? nasale velaar–alveolaire laterale klik
- [q͡ǁ]? of [ǁ͡q]? stemloze uvulaire–alveolaire laterale klik
- [ɢ͡ǁ]? of [ǁ͡ɢ]? stemhebbende uvulaire–alveolaire laterale klik
- [ɴ͡ǁ]? of [ǁ͡ɴ]? nasale uvulaire–alveolaire laterale klik
- [ǁ͡ʔ]? glottaliseerde alveolaire laterale klik

## Kenmerken
- De manier van articulatie is een luidruchtige, affricaatachtige vrijlating.
- De klanken worden geproduceerd met twee articulaties. Het voorste articulatiepunt is alveolaar. Het achterste punt is velaar of uvulaar.
- Een laterale alveolaire klik kan zowel oraal als nasaal zijn.
- Het is een laterale medeklinker.
- Het luchtstroommechanisme is velarisch-ingressief.

Deze pagina bevat fonetische informatie in het IPA, die in sommige browsers mogelijk niet correct wordt weergegeven.
Waar symbolen in paren voorkomen, vertegenwoordigt het rechter teken een stemhebbende medeklinker. Gearceerde gebieden bevatten medeklinkers die worden beschouwd als onuitspreekbaar.
Zie ook: IPA, Klinkers